# Hachenburg

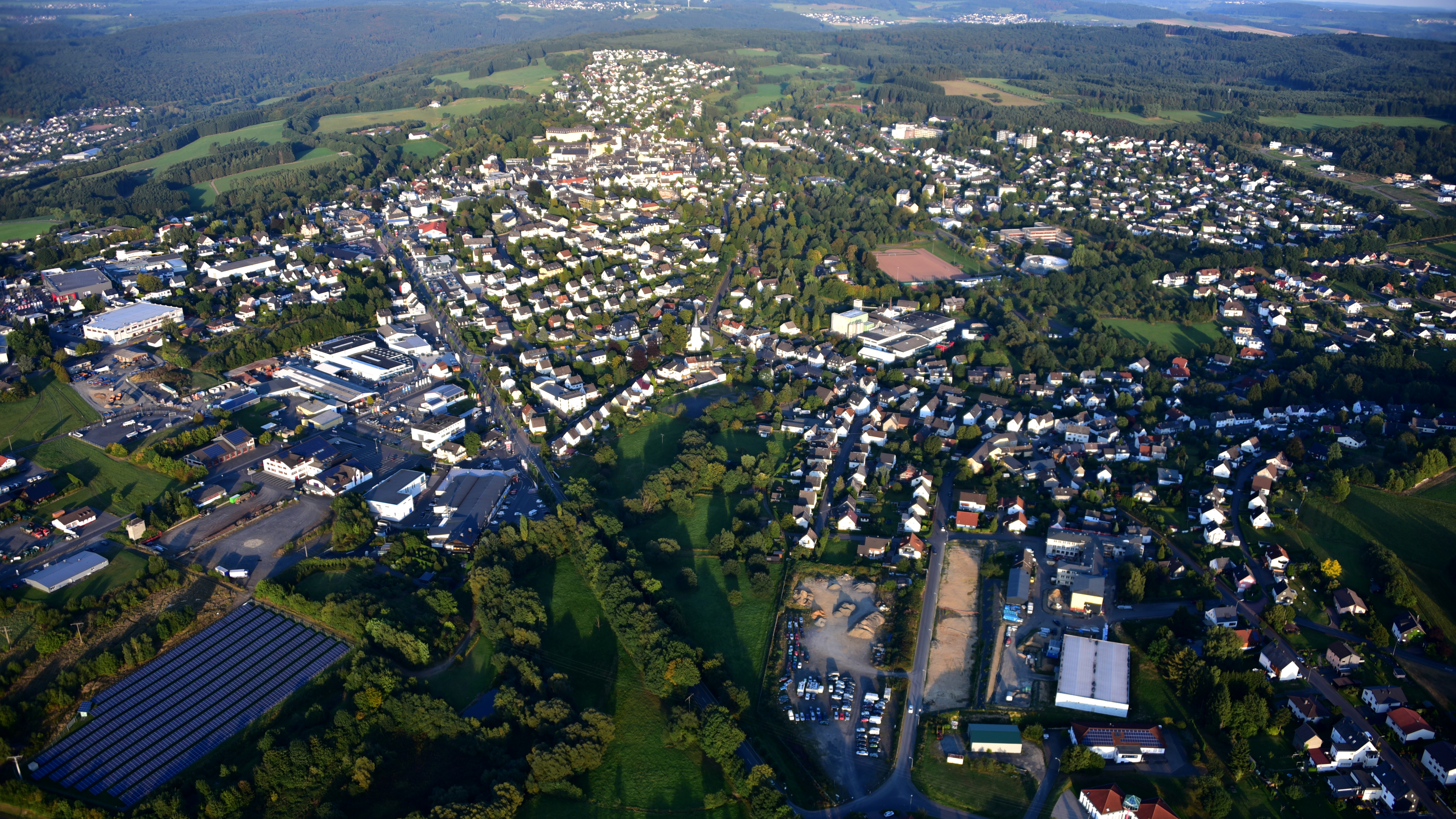
Hachenburg, Luftaufnahme (2016)

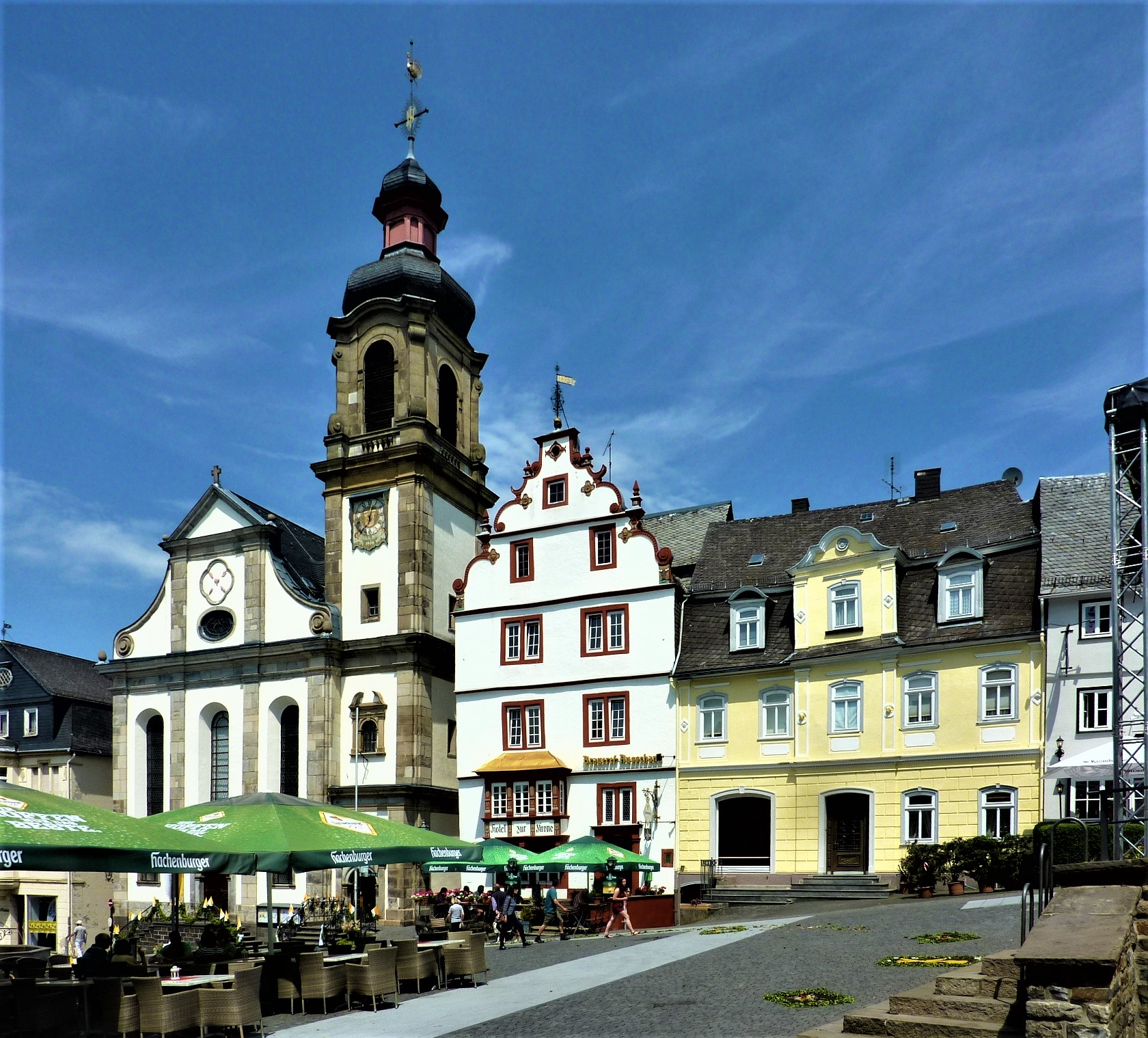
Kirche und Alter Markt

Hachenburg ist eine Stadt im Westerwaldkreis in Rheinland-Pfalz. Sie ist Verwaltungssitz der gleichnamigen Verbandsgemeinde, der sie auch angehört. Hachenburg ist ein staatlich anerkannter Erholungsort und in der Landesplanung als Mittelzentrum ausgewiesen.

## Geographie

### Geographische Lage
Die Stadt liegt im Westerwald zwischen Koblenz im Süden und Siegen im Norden bzw. zwischen Altenkirchen im Westen und Bad Marienberg (Westerwald).

### Ausdehnung des Stadtgebiets
Das Stadtgebiet von Hachenburg erstreckt sich zwischen den Flüssen Nister im Norden und Wied im Süden. Im Südteil der Stadt befinden sich ausgedehnte Waldgebiete des Staatsforstes Hachenburg, der sich dem im Westteil der Stadt gelegenen großen Hachenburger Stadtwald anschließt. Mit seiner Größe von 21,43 Quadratkilometer ist Hachenburg flächenmäßig die zweitgrößte Gemarkung nach Montabaur im Westerwaldkreis. Dabei entfallen 24,6 % auf Landwirtschaftsflächen, 53,6 % auf Waldflächen, 1,0 % auf Wasserflächen, 19,1 % auf Siedlungs- sowie Verkehrsflächen und 1,8 % auf sonstige Flächen (Stand 2018).

### Nachbargemeinden
An das Stadtgebiet grenzen im Uhrzeigersinn die Gemeinden Nister, Unnau mit Ortsteil Korb (Verbandsgemeinde Bad Marienberg), Alpenrod, Gehlert, Steinebach an der Wied, Wied, Hattert und Müschenbach.

### Stadtgliederung
Hachenburg gliedert sich in die beiden Stadtteile
- Altstadt mit dem Wohnplatz Bellerhof
- Hachenburg mit den Wohnplätzen Hof Kleeberg, Nistermühle, Ziegelhütte und Raumscheuer.[4]

## Geschichte

### Das Schloss und die Stadt

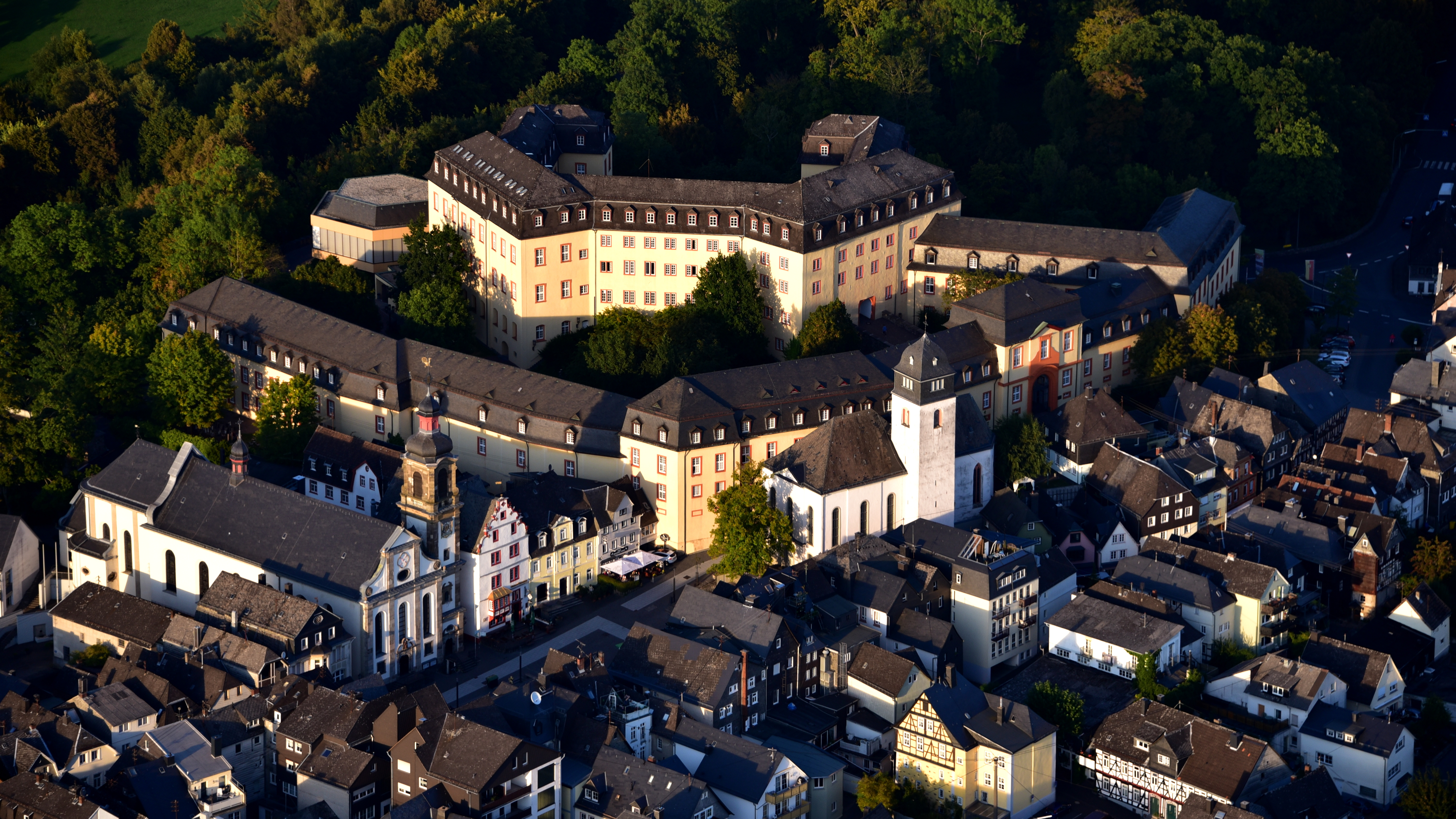
Schloss Hachenburg, Luftaufnahme (2016)

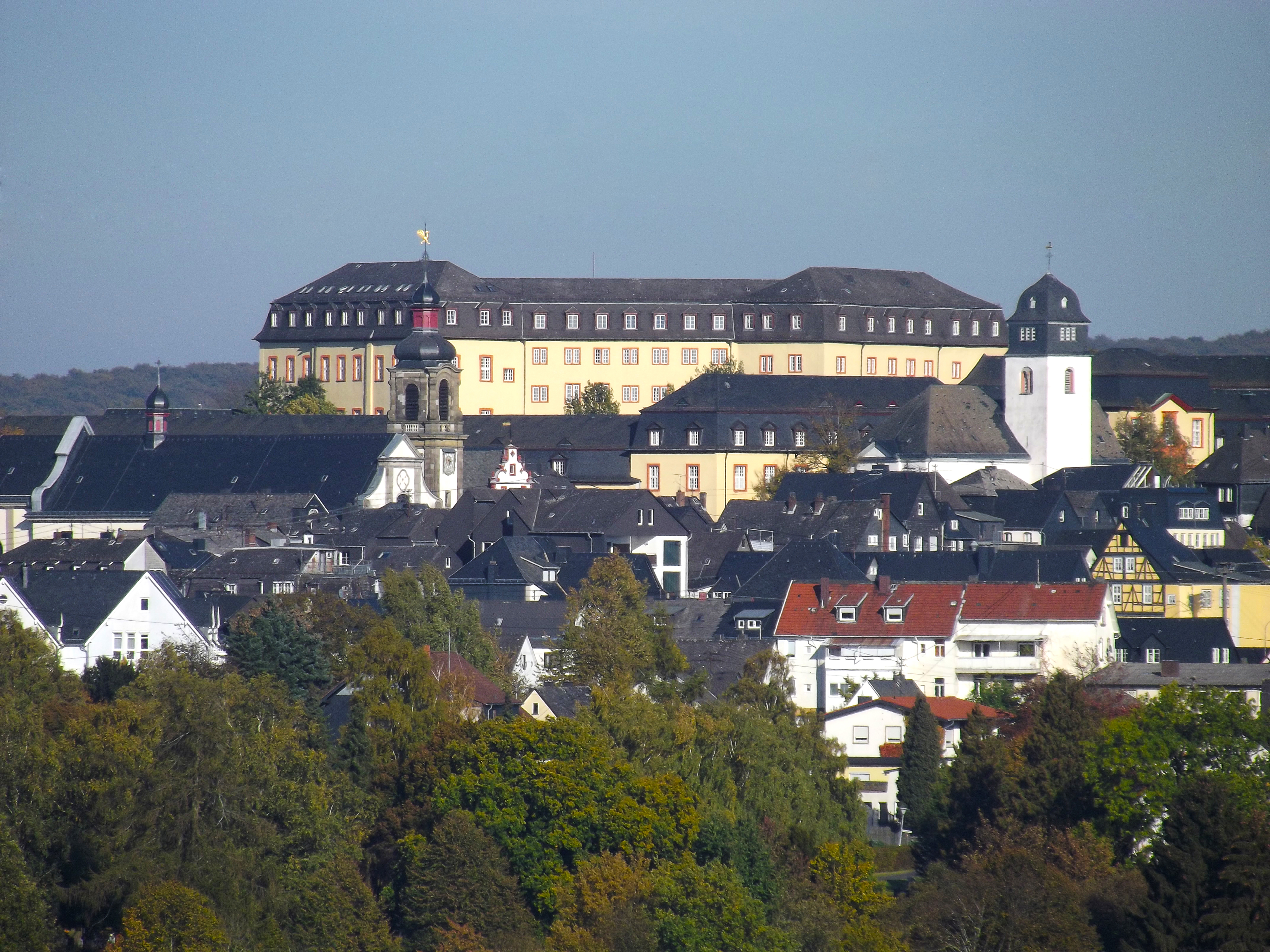
Schloss Hachenburg

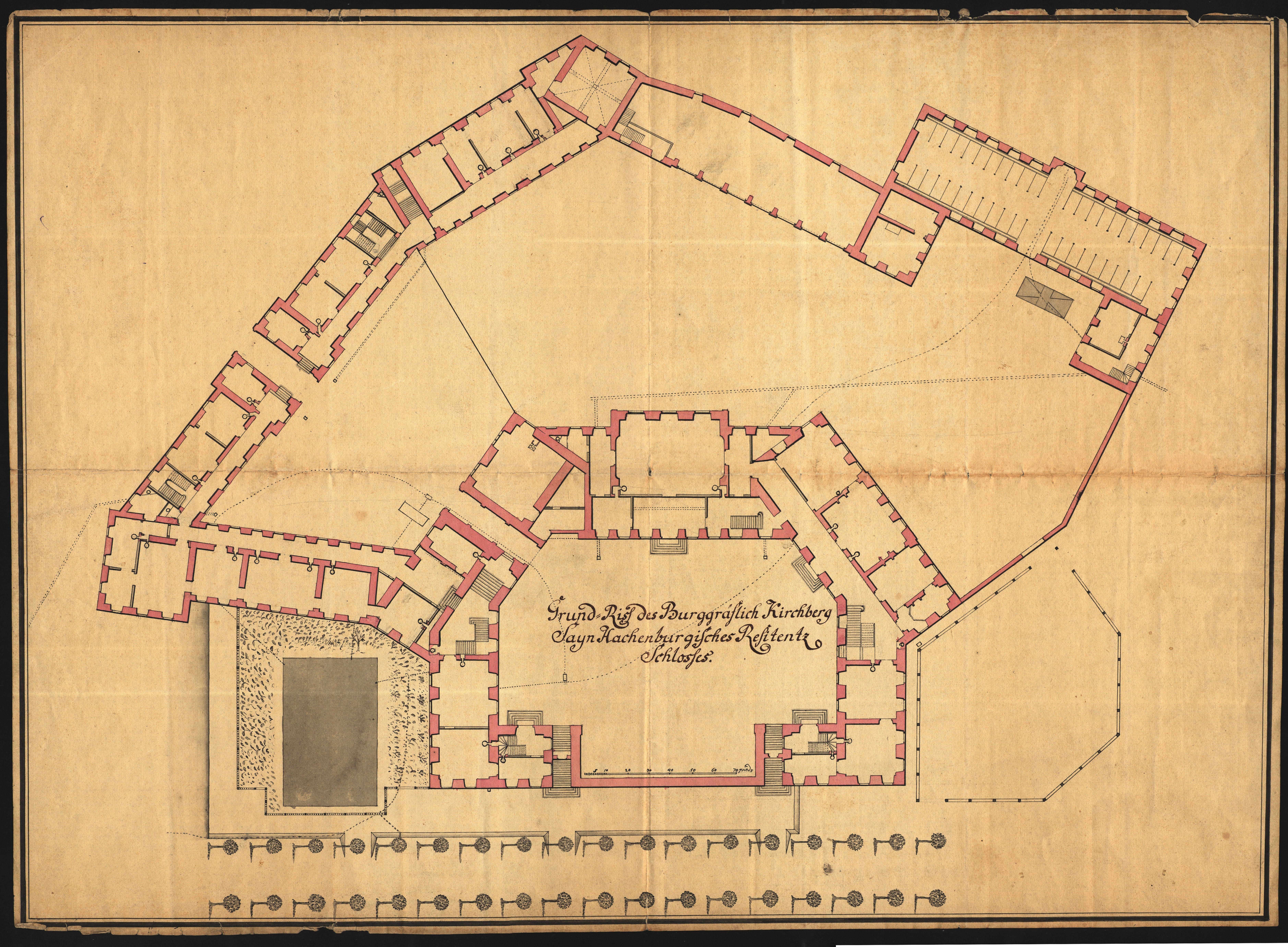
Grundriss Schloss Hachenburg

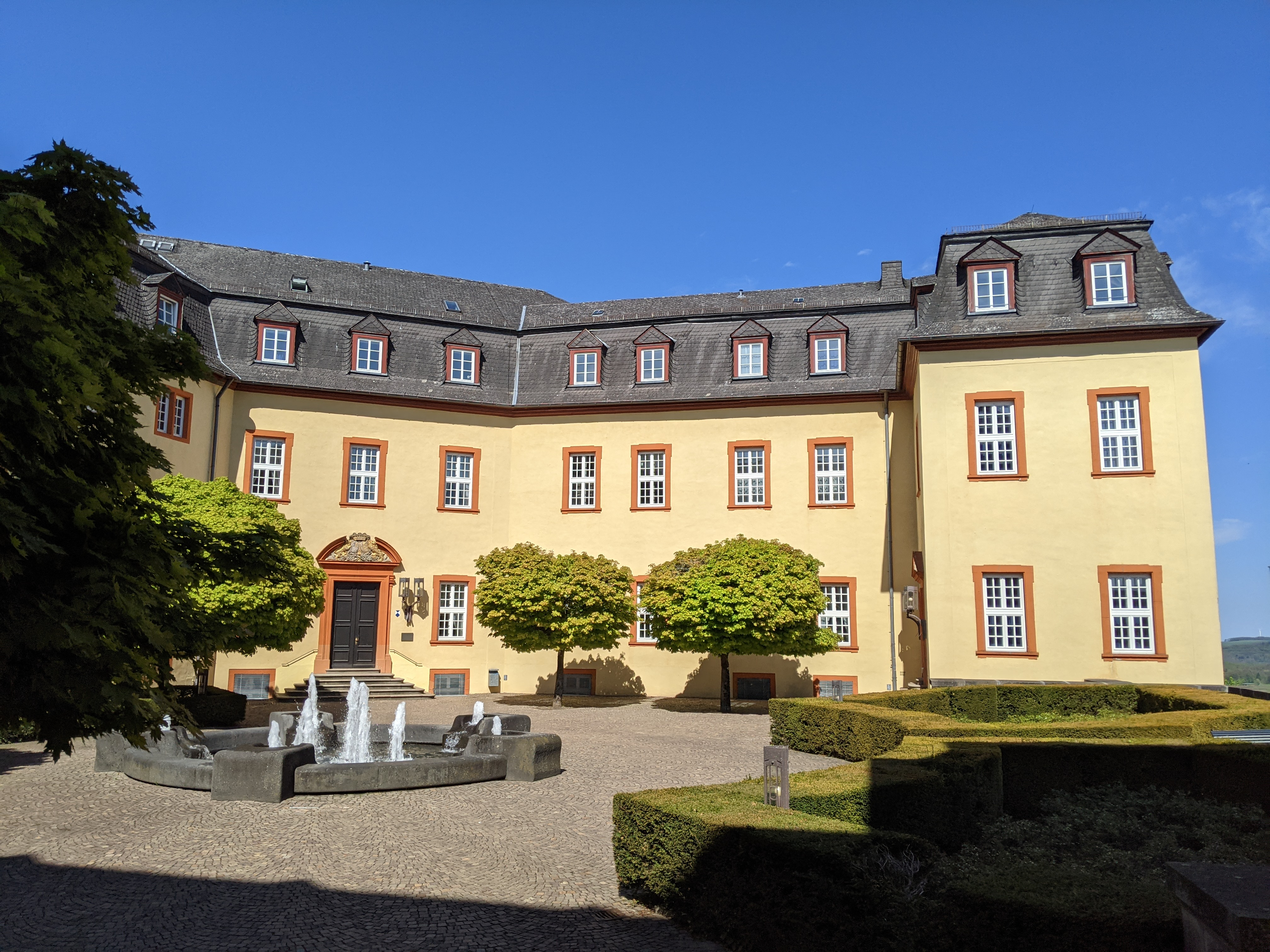
Innenperspektive Hachenburg

Das heutige Schloss Hachenburg wurde als Burg um 1180 durch den Grafen Heinrich II. von Sayn gegründet und war in der Folge Sitz der Grafen von Sayn. Vollendet wurde der Bau 1212 unter dessen Sohn Heinrich III. von Sayn. Derselbe wird auch als erster Besitzer von Stadt und Burg Hachenburg erwähnt. Unter ihm erfolgte gleichzeitig der Bau des benachbarten Zisterzienserklosters Marienstatt.
Das Stadtrecht erhielt Hachenburg, dessen Name sich von einem durch ein Dorngebüsch geschützten Burgberg herleitet, 1314 durch König Ludwig den Bayern. Die ursprüngliche Siedlung lag nicht am 390 m ü. NHN hohen Burgberg, sondern im etwa 1½ km entfernten, 100 Meter tiefer liegenden Tal des Rothbaches, an der Stelle des heutigen Ortsteiles Altstadt Hachenburg, der erstmals 1343 (zur Abgrenzung gegen das jüngere Hachenburg) urkundlich erwähnt wurde. Die dort um 1200 entstandene, romanische St. Bartholomäuskirche (heute eine evangelische Kirche), ist das älteste noch erhaltene Bauwerk Hachenburgs, gefolgt vom Steinernen Haus (Zur Krone) am Alten Markt im Stadtzentrum aus dem 15. Jahrhundert. Für 1470 sind zwei Jahrmärkte zu Bartholomäus (24. August) und Katharina (25. November) nachgewiesen.
Die Schlosskirche entstand erst im späten 15. Jahrhundert und erlebte mehrere Umbauten bis zum 18. Jahrhundert. Die katholische Kirche Maria Himmelfahrt war zunächst die Kirche des Franziskanerklosters Hachenburg aus der ersten Hälfte des 18. Jahrhunderts, die 1813 Pfarrkirche wurde. Im Mittelalter lag die Bevölkerungszahl Hachenburgs wohl bei nicht mehr als 500–1000 Einwohnern. Im 17. und 18. Jahrhundert betrug sie dann zwischen 1000 und 1500. Nach dem Zweiten Weltkrieg stieg die Einwohnerzahl auf 3000, und heute zählt die kleine Stadt fast 6000 Einwohner.
Nachdem die ältere Linie der Grafen von Sayn 1606 erloschen war, kam Hachenburg an die Grafen von Sayn-Wittgenstein-Sayn. Nach dem Tode des letzten Grafen dieses Zweiges mitten im Dreißigjährigen Krieg 1636 wurde die Grafschaft zum Zankapfel zwischen der Witwe, Gräfin Louise Juliane, mit den Stiefbrüdern ihres Mannes sowie mit dem Kurfürstentum Köln. Nach langen Kriegswirren und endlosem Streit gelang es der „Gräfin von Sayn“ mit dem Westfälischen Frieden 1649 doch noch, die Herrschaft über die Grafschaft zu erlangen. Sie teilte sie nun unter ihren beiden Töchtern auf, in die Grafschaft Sayn-Hachenburg, die an die ältere Ernestine von Manderscheid-Blankenheim fiel, und die Grafschaft Sayn-Altenkirchen, die an die jüngere Johanna von Sachsen-Eisenach kam. Hachenburg kam über Ernestines Tochter durch Heirat im Jahr 1714 an die Burggrafen von Kirchberg. 1799 fiel die Grafschaft an die Fürsten von Nassau-Weilburg. Im Zusammenhang mit der Bildung des Rheinbundes (1806) fiel Sayn-Hachenburg zusammen mit Sayn-Altenkirchen an das neu errichtete Herzogtum Nassau.
Ein großer Stadtbrand zerstörte am 13. Oktober 1654 große Teile der Innenstadt sowie die Burg. Graf Salentin Ernst von Manderscheid und Graf Georg Friedrich von Sayn-Hachenburg ließen Stadt und Burg (nun als Barockschloss) wieder aufbauen. Die Innenstadt hat noch heute die von ihnen angeordnete Gestalt, da die meisten der Fachwerkhäuser der Friedrichstraße, der Herrnstraße, des Alten Marktes, der Perlgasse, der Mittelstraße, der Judengasse und der Wilhelmstraße aus dem 17. und 18. Jahrhundert stammen.
Das von dem nassauisch-weilburgischen Architekten Julius Ludwig Rothweil zwischen 1715 und 1746 am Ort der alten Burg erbaute weitläufige Schloss zeigt einen in Hufeisenform umbauten Innenhof mit Ausblick auf den Burggarten. 1799, nach dem Tod des letzten Grafen von Kirchberg-Hachenburg, fiel die Grafschaft an Nassau-Weilburg. Hachenburg verlor seinen Status als Residenzstadt, blieb aber Amtssitz des Amtes Hachenburg. Das Schloss hat im 20. Jahrhundert mehrmals den Besitzer gewechselt und ist heute Sitz der Hochschule der Deutschen Bundesbank.
Im Zweiten Weltkrieg von Schäden weitgehend verschont, hatte Hachenburg jedoch in früheren Jahrhunderten, beispielsweise durch mehrere Großfeuer (1400, 1439, 1484, 1541, 1594 und 1654) und durch Kriegseinwirkungen, vor allem im Dreißigjährigen Krieg (1618–1648), im Siebenjährigen Krieg (1756–1763) und in den beiden so genannten Koalitionskriegen (1792–1797 und 1799–1802), sehr zu leiden.
Am 7. Juni 1969 wurde die bis dahin selbstständige Gemeinde Altstadt nach Hachenburg eingemeindet.

### Juden in Hachenburg
Der Judenfriedhof wurde erstmals 1587 als Judenkirchhof erwähnt. Noch heute sind 83 Gräber zu finden, darunter auch Doppelgräber. Die meisten der noch erhaltenen Grabstätten wurden vom Hachenburger Steinmetz und Bildhauer Wilhelm Sax (16. August 1891 bis 26. Juni 1955) angefertigt. Weitere Steinmetzarbeiten stammen von Albert Mai (31. Dezember 1891 bis 15. März 1976) und dessen Sohn Herbert Mai (5. März 1925 bis 13. Februar 2015), dem späteren Schwiegersohn von Wilhelm Sax. 1913 lebten in Hachenburg 126 Juden, 1932 waren es noch 99.

### Einwohnerstatistik
Die Entwicklung der Einwohnerzahl von Hachenburg bezogen auf das heutige Stadtgebiet; die Werte von 1871 bis 1987 beruhen auf Volkszählungen:
| Jahr | Einwohner |
| ---- | --------- |
| 1815 | 1.998     |
| 1835 | 2.080     |
| 1871 | 1.958     |
| 1905 | 2.563     |
| 1939 | 3.233     |
| 1950 | 3.714     |
| 1961 | 3.780     |
| 1970 | 4.246     |

| Jahr | Einwohner |
| ---- | --------- |
| 1987 | 4.571     |
| 1997 | 5.458     |
| 2005 | 5.733     |
| 2011 | 5.855     |
| 2017 | 6.060     |
| 2022 | 6.304     |
| 2023 | 6.236     |

### Konfessionsstatistik
Mit Stand 30. Juni 2005 waren von den Einwohnern 39,0 % römisch-katholisch, 38,0 % evangelisch und 23,0 % waren konfessionslos oder gehörten einer anderen Glaubensgemeinschaft an. Der Anteil der Katholiken und der Protestanten ist seitdem gesunken. Derzeit (Stand Februar 2025) sind von den Einwohnern 28,4 % katholisch, 28,1 % evangelisch und 43,5 % sind konfessionslos oder gehören einer anderen Glaubensgemeinschaft an.

## Politik

### Stadtrat
Der Stadtrat in Hachenburg besteht aus 22 Ratsmitgliedern und dem Vorsitzenden.

### Bürgermeister
Stefan Leukel (CDU) wurde im Oktober 2017 Stadtbürgermeister von Hachenburg.
Bei der Direktwahl am 26. Mai 2019 wurde er mit einem Stimmenanteil von 82,37 % in seinem Amt bestätigt.
Bei der Bürgermeisterwahl am 9. Juni 2024 konnte sich Leukel (Wäller Gemeinschaft Hachenburg) bei einer Wahlbeteiligung von 67,0 % mit 72,7 % der Stimmen gegen Clint Sikorski (SPD) durchsetzen.

### Ortsbeirat
Die Interessen des Stadtteils Altstadt werden durch einen sieben Personen umfassenden Ortsbeirat und die Ortsvorsteherin vertreten.

### Wappen
| Wappen von Hachenburg | Blasonierung: „In Rot ein wachsendes dreifach gezinntes spitzbogiges (gotisches) goldenes Stadttor mit geöffnetem dreizackigen goldenen Fallgatter, flankiert von zwei, im Obergeschoss mit zwei schwarzen Fenstern bestückten goldenen Rundtürmen, alles aus schwarzgefugten Quadern, bedacht mit grüngeschieferten, von goldenen Kreuzblumen (Lilien) bekrönten Hauben, mittig überhöht von einem Schildchen, darin innerhalb eines goldenen Bordes in Rot ein doppeltgeschweifter, hersehender, steigender goldener Löwe.“ |
| Wappen von Hachenburg | Wappenbegründung: Das Doppelturmtor steht für das Obertor von 1292 der alten Stadtbefestigung mit den vier Toren Obertor (Osten), Untertor (Nordwesten), Notpforte (Norden) und Rahmpforte (Süden), der Löwe ist das Wappentier der Grafen von Sayn, dessen zwei Schweife die Verbundenheit der Adelshäuser Sayn und Wittgenstein symbolisieren. |

Seit dem Jahr 1292 verfügt Hachenburg über ein eigenes Siegel (sigillo oppidanorum de Hachinberg – Siegel der Bürger von Hachenburg).
Das alte Stadtwappen war früher u. a. am Hachenburger Rathaus am Markt zu sehen und über den beiden größeren Stadttoren, dem Ober- und dem Untertor. Heute wird das Hachenburger Wappen vom saynischen Löwen auf dem Marktbrunnen gehalten. Die Türme dieses Wappens haben konkave Zeltdächer, im Tor ist das Datum 10.X.1314 zu sehen, an dem dem früheren Dorf Hagenberg die Stadtrechte verliehen wurden. Auf dem aktuellen Wappen ist der Löwe nicht blaubezungt und -bewehrt, auf älteren Versionen schon. Die Hauben erscheinen auch mit grünen Kreuzblumen.

## Kultur und Sehenswürdigkeiten

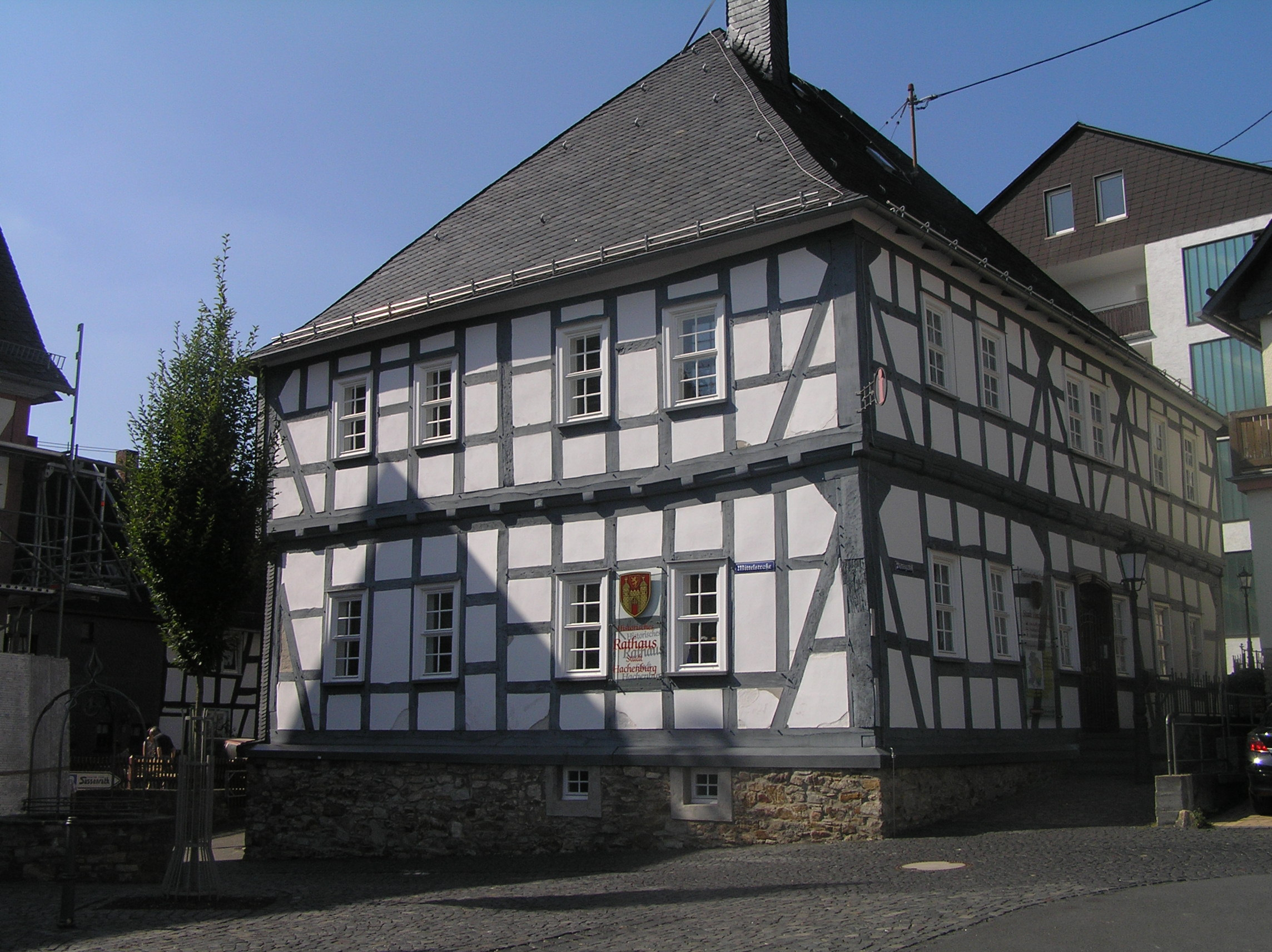
Historisches Rathaus

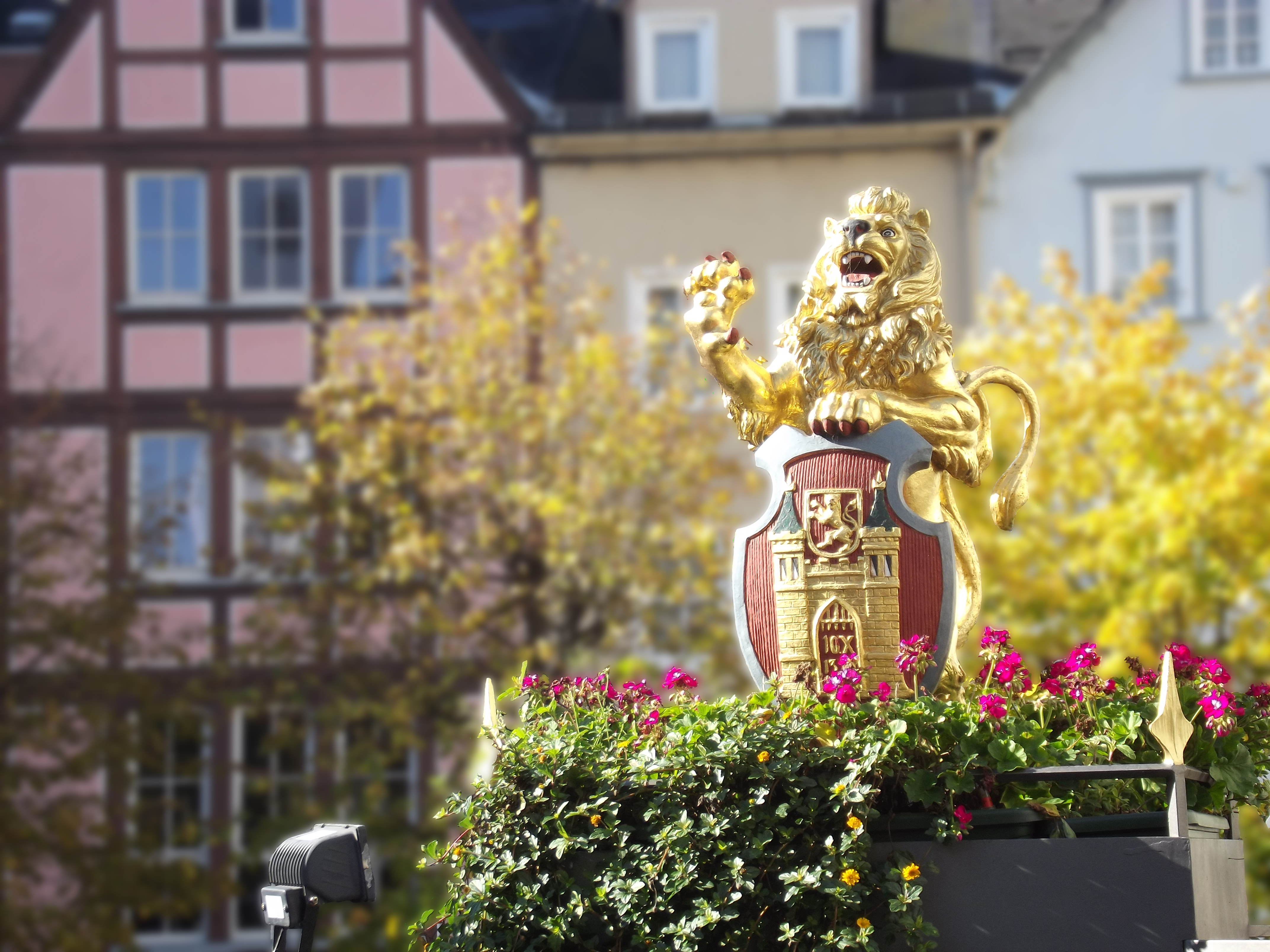
Der Hachenburger Löwe

Hachenburg gilt als die heimliche Kulturhauptstadt des Westerwalds. Zu diesem Ruf haben Einrichtungen wie das Landschaftsmuseum Westerwald und die hervorragend ausgestattete Stadtbücherei ebenso beigetragen wie die Veranstaltungen des Kulturkreis Hachenburg e. V., des Marienstatter Musikkreises und der kommunalen „Hachenburger KulturZeit“.

### Alter Markt

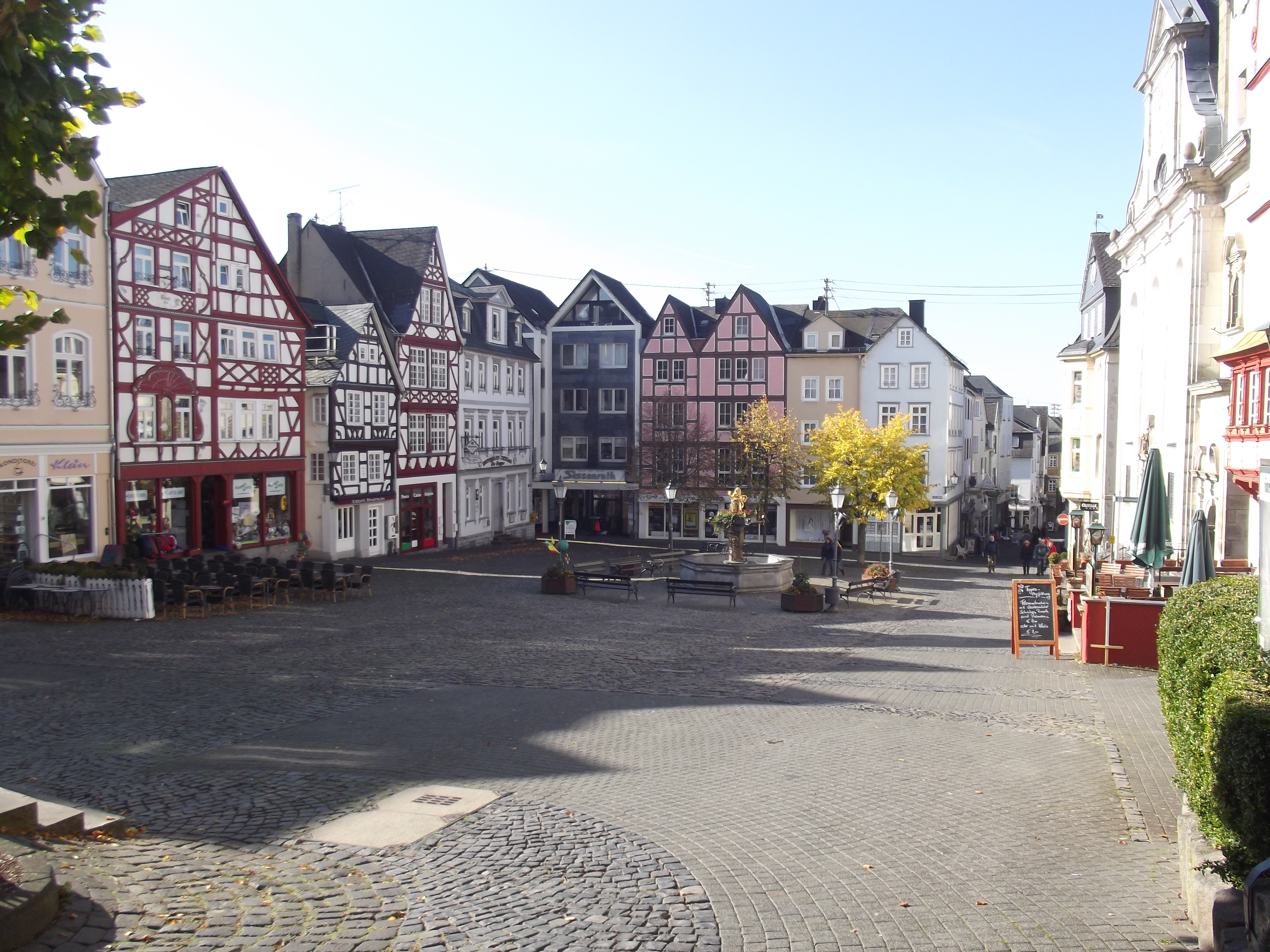
Alter Markt

Der Alte Markt – rechteckig neben dem Schloss angelegt – mit der Ev. Schlosskirche (St.-Katharinen-Kirche) und der Kath. Kirche (ehem. Franziskanerkirche) ist von renovierten Giebelhäusern aus dem 17. und 18. Jahrhundert mit teils offenem Fachwerk eingefasst. Mittig gegenüber der Katholischen Kirche befindet sich der Marktbrunnen, der 1626 aufgestellt wurde und 1702 seine heutige Gestalt erhielt. Der vergoldete Saynsche Wappenlöwe ist Sinnbild für die Landesherrschaft. Geschaffen wurde der Marktplatz nach dem Stadtbrand von 1439 in der Regierungszeit von Graf Dietrich von Sayn; seine heutige Gestalt erhielt er jedoch erst nach dem Brand von 1654.

### Evangelische Schlosskirche

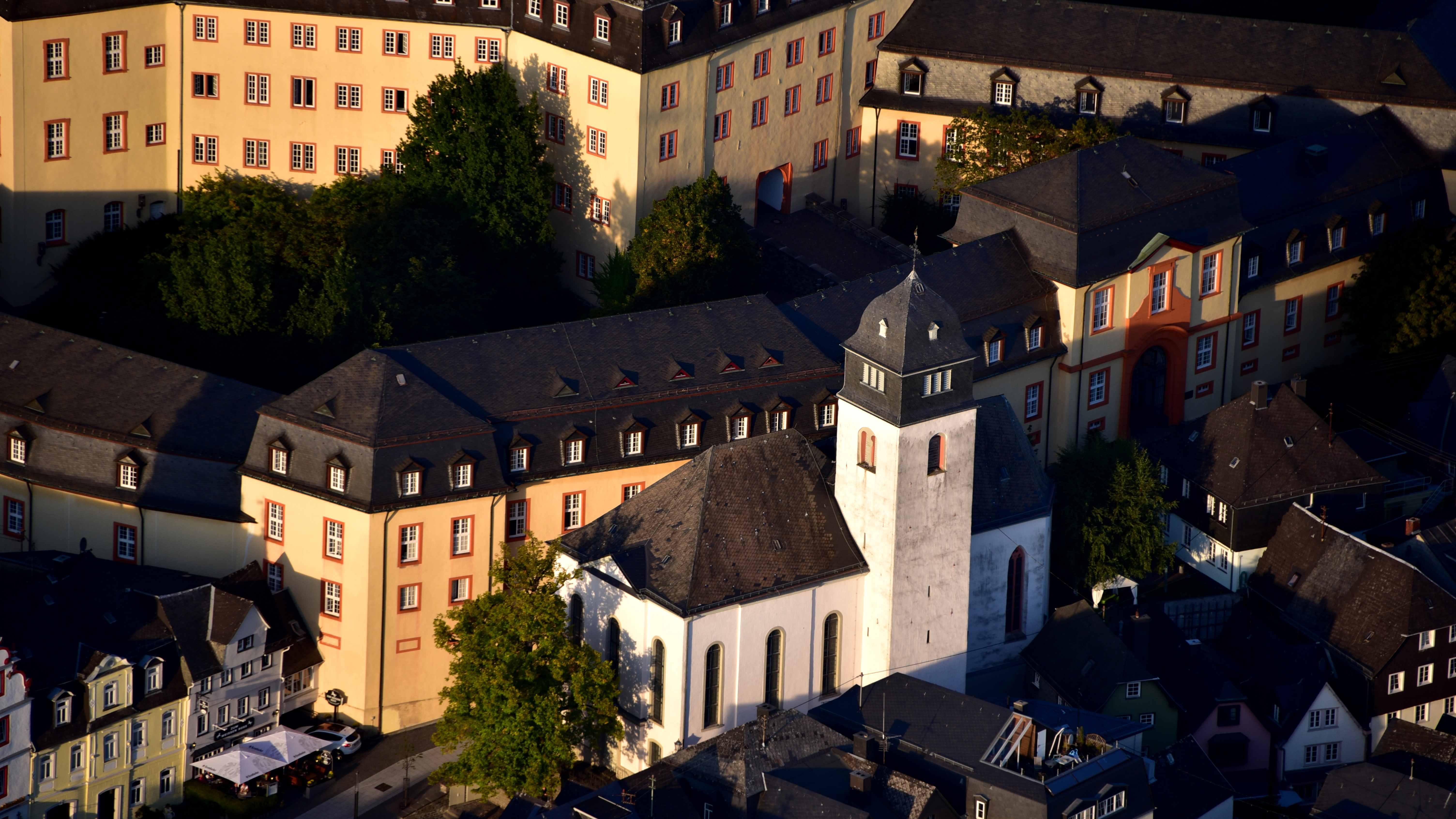
Hachenburg, evangelische Pfarrkirche, Luftaufnahme (2016)

Als St.-Katharinen-Kirche wurde sie 1372 erstmals urkundlich erwähnt. Eine doppelläufige Freitreppe führt zum Portal, das als Risalit mit Flachgiebel gestaltet ist. Das Bauwerk ist durch einen Bogengang mit dem Schloss verbunden. Der spätgotische Chor und Turm stammen aus der Mitte des 15. Jahrhunderts, das Schiff von 1775, zu dem das Spiegelgewölbe (1775) die Verbindung herstellt. Im Chor befindet sich die gräfliche Familiengruft. Stilistisch handelt es sich um eine typische Predigerkirche mit dem Übereinander von Altar, Kanzel und Orgel an der Ostseite und dem hölzernen Einbau von Emporen an den übrigen Wänden. Der Turm an der Südseite (1481) gehört zu den älteren Bauteilen der Kirche.

### Katholische Kirche
Die ursprüngliche Franziskanerkirche wurde 1734 bis 1738 erbaut und stand in Verbindung mit dem ehemaligen Franziskanerkloster, dessen letzten Teile vor 1907 abgetragen wurden, um die Kirche (bis 1909) um das Doppelte zu erweitern und mit einem Turm zu versehen. Die Front ist mit starken Pilastern und Volutengiebeln ausgestattet. Der hölzerne Aufbau des Hochaltars (1738) ist eine Stiftung des Erzbischofs von Prag. Das Altarbild „Mariä Himmelfahrt“ ist eine Kopie eines Gemäldes des italienischen Meisters Guido Reni, wahrscheinlich ausgeführt von Philipp Albrecht aus Limburg. Sehenswert sind auch die beiden Seitenaltäre, die Barockkanzel und die Ewige Lampe. Unter der Kirche befindet sich eine Mönchsgruft mit den zwischen 1754 und 1811 verstorbenen und hier eingemauerten Mönchen des ehemaligen Klosters.

### Das Steinerne Haus
Am Alten Markt neben der Kath. Kirche steht das 1439 erbaute Steinerne Haus („Gasthaus zur Krone“), das zu dieser Zeit das einzige aus Steinen erbaute Gebäude der Stadt war. 1531 wurde der vierstöckige Steinbau im Renaissancestil erneuert und mit einem gemauerten dreifenstrigen Erker versehen. Die heutige Giebelform, ein Rollwerkgiebel, stammt von 1585. Über ihm erhebt sich die Wetterfahne von 1617. Das Steinerne Haus wurde von den Grafen von Sayn als Verwaltungssitz und Gästehaus verwendet und ist heute ein Hotel mit historischem Gepräge.

### Vogtshof (Altes Rathaus)
Die Anfänge des heute Vogtshof genannten Gebäudes reichen in die zweite Hälfte des 13. Jahrhunderts zurück. Nach vielfachen Neu- und Umbauten und Nutzungsänderungen wurde das Gebäude in den Jahren 2009 und 2010 restauriert und am 14. Mai 2011 feierlich eingeweiht. Der Löwensaal und das Casino stehen heute für Festveranstaltungen, Ausstellungen, Lesungen, Musikdarbietungen u. ä. zur Verfügung. Im Casinosaal finden zusätzlich auch Trauungen statt.

### Die Wilhelmstraße
Die früher als Niederstraße bezeichnete Geschäftsstraße im Stadtkern ist heute Fußgängerzone und hat viele gut renovierte Fachwerkhäuser; das Gebäude Nr. 14 war früher der Gasthof „Goldener Löwe“, 1759 erwähnt.

### Die Herrnstraße
Die Herrnstraße ist eine südlich verlaufende Seitenstraße vom Alten Markt; an ihr befinden sich ein historisches Doppelhaus (Nr. 3/5) mit sichtbarem Fachwerk aus dem 18. Jahrhundert und mit geschnitzten Türen. Schräg gegenüber steht das 1766 erbaute „Beustsche Haus“, nach seinem ehemaligen Besitzer, dem Herzoglichen Regierungsrat und späteren Regierungsdirektor Ludwig August von Beust benannt. Die mit von Beust verschwägerte Dichterin der Goethe-Zeit, Albertine von Grün, hat hier zeitweise gelebt und ist in dem Haus verstorben. Zur Erinnerung an die jüdische Familie Weinberg, die in der Herrnstraße 8 lebte, wurden 2012 die ersten Stolpersteine in Hachenburg verlegt.

### Der Burggarten
Der im 15. Jahrhundert unter Gerhard I. von Sayn angelegte und von Graf Salentin Ernst von Manderscheid und Graf Georg Friedrich von Kirchberg im englischen Stil ausgebaute Burggarten schloss sich früher unmittelbar an das Schloss an und ist heute von ihm durch den Alexander-Ring getrennt.
Zu Beginn des 18. Jahrhunderts, als die in Hachenburg residierenden Burggrafen von Kirchberg die gesamte Schlossanlage umbauten, hat auch der Burggarten eine Wandlung zur barocken Anlage durchgemacht; so entstanden unter anderem ein Weiher, vier Lusthäuser, ein Gartenhaus und eine Orangerie. Nachdem Hachenburg nach 1799 nicht mehr Residenzstadt war, verwilderte die Parkanlage.
Dies änderte sich, als ihn die Forstschule ab 1926 als Versuchs- und Lehrobjekt nutzte; heute ist er wieder parkähnlich hergerichtet. Ein Naturdenkmal ist die alte Eibe (Taxus baccata) am Landschaftsmuseum. Erst 1962 ging der Burggarten in städtischen Besitz über.
Seit 2019 befindet sich in ihm das Park Hotel Hachenburg.

### Landschaftsmuseum Westerwald
Der im Burggarten liegende Museumsbau ist ein Nebengebäude des Schlosses. Das Landschaftsmuseum Westerwald gehört zu einem Museumsdorf aus translozierten Westerwälder Häusern des 17., 18. und 19. Jahrhunderts. Die Gebäude und Sammlungen des Museums sollen über die Geschichte des Westerwaldes und seiner Bewohner informieren. Zu den Häusern gehören die Schule aus Obermörsbach inklusive einer komplett im Stil des 19. Jahrhunderts eingerichteten Schulstube, sowie eine Scheune aus Sainscheid, ein Mühlenwohnhaus und eine Ölmühle aus Frickhofen sowie ein Backhaus.

### Cadillac Museum Hachenburg

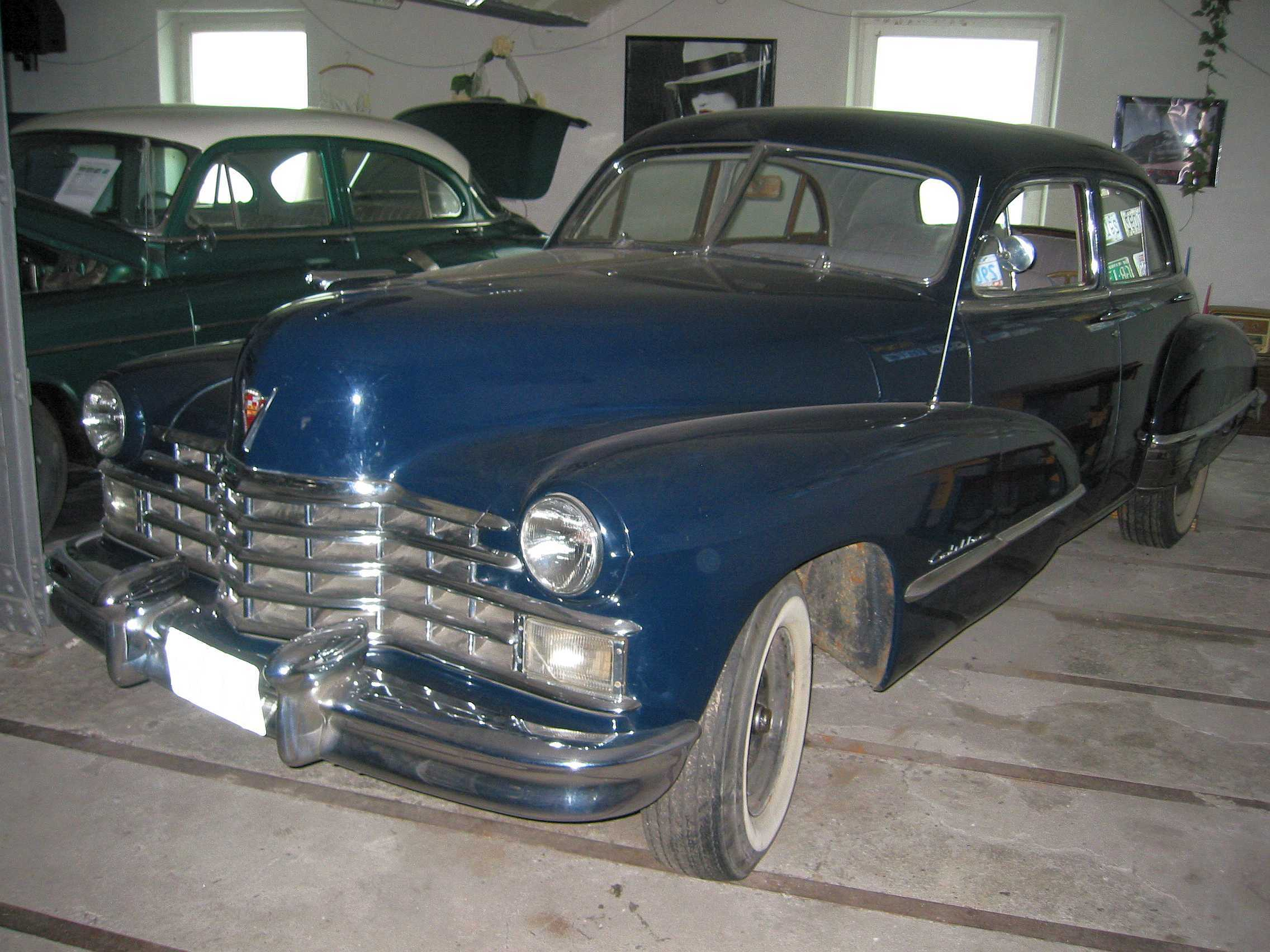
Cadillac von 1947 im aufgelösten Cadillac Museum Hachenburg

Das Cadillac Museum Hachenburg stellte jahrelang Automobile aus, die überwiegend von Cadillac stammten. Es war von 1995 bis zum 30. Juni 2022 geöffnet.

### Theater und Kleinkunst
- Vielfältige ganzjährige Veranstaltungen des kommunalen Kulturreferats, die „Hachenburger Kulturzeit“
- Das alle zwei Jahre im Herbst stattfindende „Figurentheaterfestival“
- Die ebenfalls alle zwei Jahre stattfindende „Hachenburger Kunstwoche“
- Ganzjährig angebotenes „Kleinkunstprogramm“, in dessen Rahmen mittlerweile fast alle großen Namen des Kabaretts und Chansons in der Residenzstadt gastiert haben

### Musik
- Orgelkonzerte in der evangelischen Schlosskirche und der katholischen Pfarrkirche
- Die Konzerte des Marienstatter Musikkreises mit einem Jahresprogramm geistlicher Musik
- Die sommerliche Musik-Reihe Treffpunkt Alter Markt jeden Donnerstagabend
- Das alljährliche Benefizkonzert „Umsonst & Drinnen“ in der Stadthalle

### Regelmäßige Veranstaltungen
- Das größte traditionelle Volksfest der Stadt, die Hachenburger Kirmes, findet jährlich am Wochenende des 2. Augustsonntags statt. Am Samstagabend versammeln sich Hachenburger und ihre Gäste auf dem „Alten Markt“, um bei Marktbeleuchtung, Musik und launigen Reden die Kirmes zu eröffnen. 14 Tage später folgt der Stadtteil „Altstadt“, der sich neben einigen Eigenheiten auch die eigene Kirmes bewahrt hat.
- Darüber hinaus gibt es eine Reihe weiterer Veranstaltungen unter anderem auch von Vereinen, Clubs, dem Werbering Hachenburg und privaten Veranstaltern.
- Jedes Jahr findet am ersten Samstag im November der Katharinenmarkt statt. Er ist der größte eintägige Markt in Rheinland-Pfalz.
- Einmal im Jahr (meist am letzten Augustwochenende) findet mit den Westerwald Open eines der größten Turniere im deutschsprachigen Scrabble statt.

## Öffentliche Einrichtungen
In Hachenburg befindet sich ein Krankenhaus des Deutschen Roten Kreuzes. Hachenburg ist einer von zwei Standorten des Verbundkrankenhauses Altenkirchen-Hachenburg und verfügt über 179 Betten mit folgenden Hauptfachabteilungen:
- Innere Medizin mit Schwerpunkt Kardiologie incl. Linksherzkathetermessplatz
- Akutgeriatrie
- Anästhesie-/Intensivmedizin
- Orthopädie, Unfallchirurgie, Sporttraumatologie, Alterstraumatologie,Wirbelsäulenchirurgie
- Zentrale Notaufnahme

## Wirtschaft und Infrastruktur

### Verkehr

#### Eisenbahn

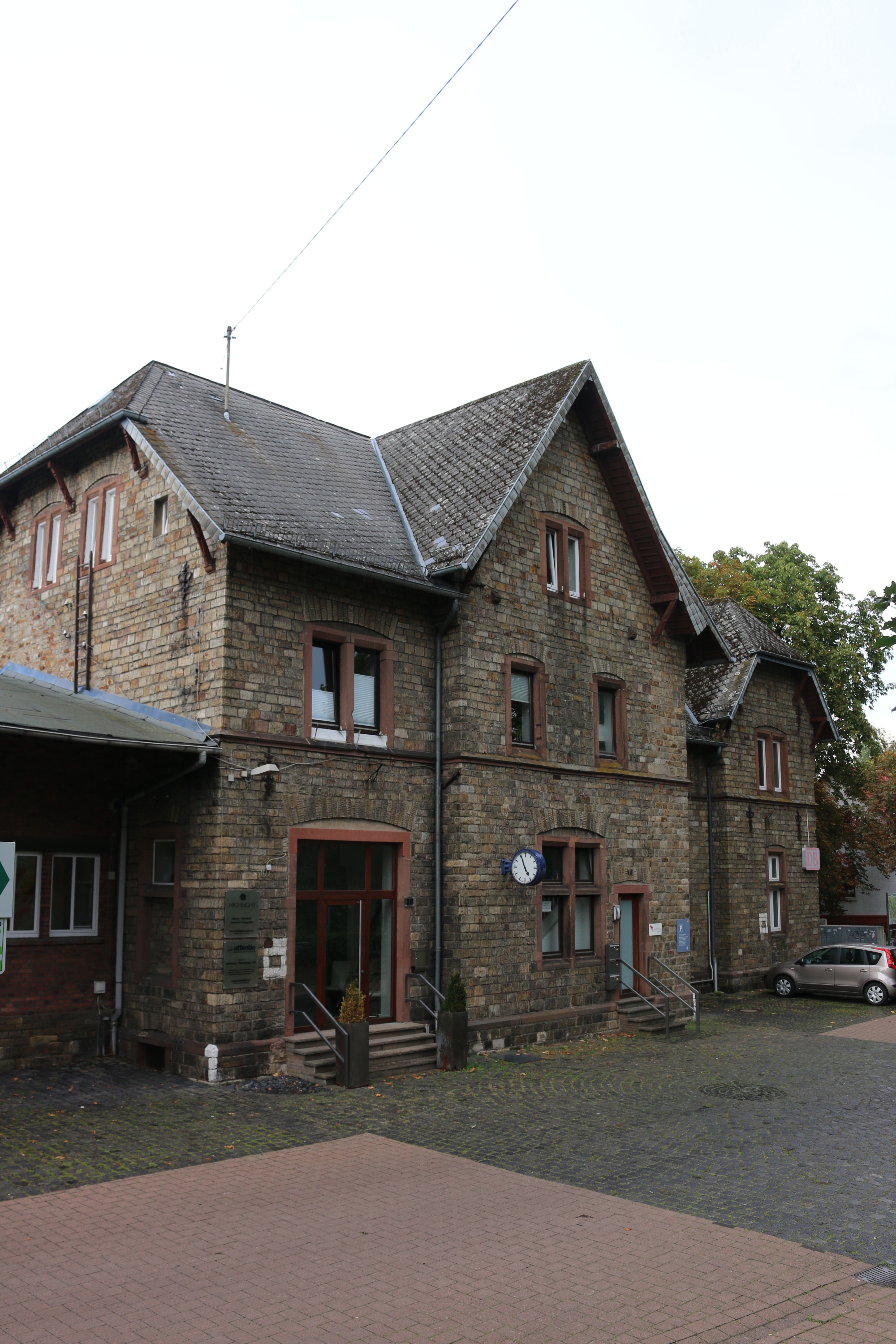
Bahnhof Hachenburg an der Westerwald-Sieg-Bahn sowie der stillgelegten Kleinbahn Selters-Hachenburg

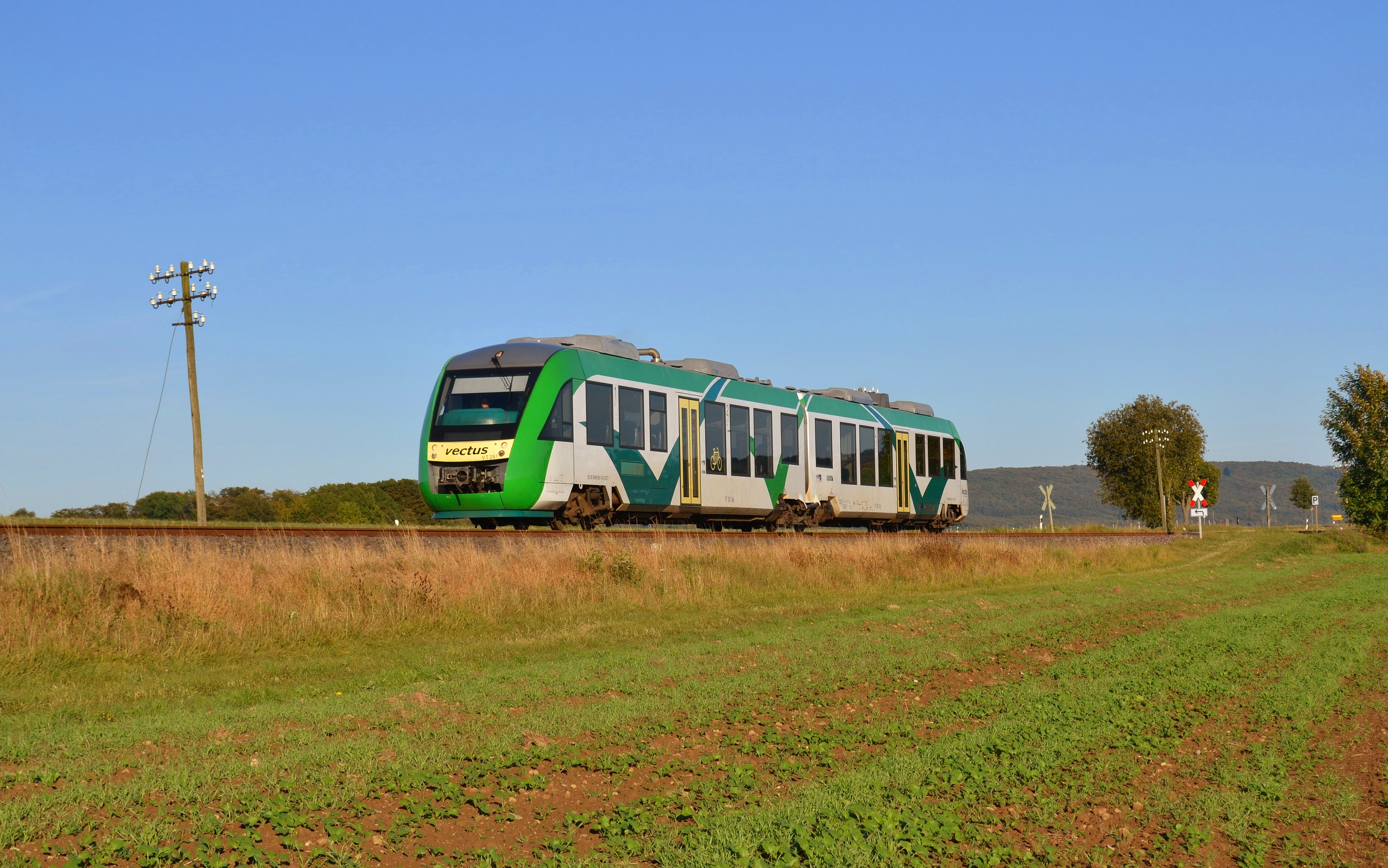
Regionalbahn im Gebiet von Hachenburg

Der Bahnhof Hachenburg liegt an der Eisenbahnstrecke Bahnstrecke Limburg–Altenkirchen, auf der die Züge der Regionalbahnlinie RB 90 der Hessischen Landesbahn unter dem Namen Dreiländerbahn nach dem Rheinland-Pfalz-Takt täglich im Stundentakt verkehren. Die Ballungsräume Rhein-Ruhr und das Rhein-Main-Gebiet sind ab dem Bahnhof Au (Sieg) erreichbar. Von dort besteht Anschluss an die Züge des Rhein-Sieg-Express (RSX), der als RE 9 zwischen Aachen, Düren, Köln, Siegburg/Bonn, Troisdorf, Au, Betzdorf (Sieg) und Wissen nach Siegen verkehrt, zur S-Bahn-Linie S12, die zwischen Düren, Köln und Au (Sieg) pendelt sowie zur Regionalbahn der Hessischen Landesbahn, die zwischen Au (Sieg) und Siegen verkehrt.
Nächstgelegener ICE-Halt ist der Bahnhof Montabaur an der Schnellfahrstrecke Köln–Rhein/Main.
Von 1901 bis 1950 verkehrte in Hachenburg die Kleinbahn Selters–Hachenburg via Hattert nach Selters.
Nach Hachenburg verkehren einige Regionalbuslinien von Westerwaldbus sowie Rhein-Westerwald-Bus, ein Tochterunternehmen der Rhein-Mosel-Bus GmbH, u. a. nach Betzdorf, Montabaur und Bad Marienberg.
Die nächstgelegenen Fernbushaltestellen sind Koblenz, Siegen und Flughafen Köln-Bonn.

#### Motorisierter Individualverkehr
Durch das Stadtgebiet führt die Bundesstraße 414 als Umgehungsstraße mit drei Anschlussstellen im Bogen um den Stadtkern; die am Hachenburger Kreisel abzweigende Bundesstraße 413 führt über Höchstenbach, Dierdorf und Bendorf in den Raum Neuwied/Koblenz.
Die nächsten Autobahn-Anschlussstellen sind Haiger/Burbach und Siegen an der A 45 etwa 24 Kilometer sowie Montabaur, Mogendorf und Dierdorf an der A 3 etwa 23 km entfernt.

#### Flugzeug
Die nächstgelegene Anbindung an den Luftverkehr bietet der Flughafen Siegerland, etwa 20 Kilometer entfernt. Der nächste größere Flughafen ist der Flughafen Köln/Bonn, etwa 50 km entfernt.

#### Geh- und Radwege
Der Marienwanderweg verbindet die Abtei Marienstatt mit dem ehemaligen Kloster Marienthal in Seelbach bei Hamm an der Sieg.

### Ansässige Unternehmen
- Westerwald-Brauerei, Am Hopfengarten
- Westerwald Bank, Neumarkt

### Bildung
- Hochschule der Deutschen Bundesbank
- Grundschule Am Schloss Hachenburg
- Grundschule Altstadt
- Realschule plus und Fachoberschule Hachenburg[22]
- Burggartenschule – Schule mit dem Förderschwerpunkt Lernen und sozial-emotionale Entwicklung
- Schule am Rothenberg – Schwerpunkt: Sprache
- Forstliches Bildungszentrum von Landesforsten Rheinland-Pfalz

## Persönlichkeiten

### Ehrenbürger
- Philipp Bertram (1812–1899), Abgeordneter und Jurist, verliehen 1892
- Lorenz Dewald (1852–1925), Fabrikant, verliehen 1924
- Alexander Graf von Hachenburg (1847–1940), Prinz zu Sayn und Wittgenstein, Gründer des Heimatmuseums, verliehen 1937
- Josef Büsse (1875–1965), Kaufmann und Historiker, verliehen 1955
- Otto Schmidt (1899–1969), Politiker und Stadtverordneter, verliehen 1969
- Hans-Georg Emde (1919–2013), ehemaliger Bundestagsabgeordneter (FDP) und Direktoriumsmitglied der Deutschen Bundesbank, verliehen 1982

### Söhne und Töchter der Stadt
- Anna Luise von Manderscheid-Blankenheim (1654–1692), Fürstin von Nassau-Hadamar
- Jakob Bierbrauer (1673–1749), Geistlicher und Bergrat
- Christian von Kirchberg (1726–1772), Richter des Reichskammergerichts
- Albertine von Grün (1749–1792), Briefautorin des Kreises um den jungen Goethe
- Johann Anton Roetig (1750–1800), Uhrmacher
- Louise Isabella zu Sayn-Hachenburg (1772–1827), Gemahlin des Fürsten Friedrich Wilhelm von Nassau-Weilburg
- Wilhelm Ferdinand Emminghaus (1778–1844), Amtmann
- Friedrich Wilhelm Roetig (1782–1861), Uhrmacher, Instrumentenbauer und Optiker
- August Vogler (1790–1860), Arzt und Landtagsabgeordneter
- Wilhelm Gottlieb Magdeburg (1801–1875), Jurist und Politiker, Mitglied der Ersten Kammer des nassauischen Landtags
- Eduard von Runkel (1801–1882), Jurist, Verwaltungsbeamter und Gutsbesitzer
- Georg Mergler (1805–1881), Amtsapotheker und Politiker
- Friedrich Emil Roetig (1814–1863), Uhrmacher
- Heinrich Bierbrauer (1818–1899), Gastwirt in Hachenburg und nassauischer Abgeordneter
- Carl Johann Freudenberg (1819–1898), Gründer des Unternehmens Freudenberg
- Wilhelm Mergler (Sohn von Georg Mergler) (1835–1909), Amtsapotheker
- Alphons Adolph (1853–1934), königlich-bayerischer Hoffotograf, „Erfinder“ der Ansichtspostkarte mit Urlaubsmotiven
- Arthur Henney (1881–1958), Automobilrennfahrer und Unternehmer
- Walter Schilgen (1900–1991), Jurist und Richter am Bundesarbeitsgericht
- Sabine Gramlich (1913–2004), Friedensaktivistin
- Rolf Steinhaus (1916–2004), Vizeadmiral der Bundesmarine
- Gustav Adolf Held (1920–2008), Verwaltungsjurist und Landrat des Kreises Kusel
- Reiner Hildebrandt (1933–2025), Germanist, Hochschullehrer
- Beatrix Weber-Monecke (* 1950), Juristin, Richterin am Bundesgerichtshof
- Hans-Jürgen Zimmermann (* 1950), Naturfilmer
- Ernst-Otto Berk (* 1952), Brigadegeneral des Heeres
- Ewald Schnug (* 1954), Agrarwissenschaftler und Hochschullehrer
- Wolfram Christ (* 1955), Bratschist und Professor an der Musikhochschule Freiburg
- Heribert Klein (1957–2005), Journalist und Organist
- Sabine Rossbach (* 1959), Journalistin und Hörfunkmoderatorin, Direktorin des NDR-Landesfunkhauses Hamburg (seit 2010)
- Karl-Eberhard Hain (* 1960), Jurist und Professor an der Universität zu Köln
- Gunther Latsch Journalist (Spiegel)
- Hendrik Hering (* 1964), Landtagspräsident RLP, ehemaliger Minister für Wirtschaft, Verkehr, Landwirtschaft und Weinbau in Mainz
- Peer Teuwsen (* 1967), Schweizer und deutscher Journalist
- Harald Orthey (* 1968), Politiker (CDU)
- Boris Büchler (* 1969), Sportreporter
- Christian Schommers (* 1971), Journalist und Autor
- Bastian Günther (* 1974), Regisseur
- Sebastian Esser (* 1976), Journalist und Unternehmer
- Johannes Rahn (* 1986), Fußballspieler
- Katharina Seck (* 1987), Schriftstellerin
- Aaron Brückner (* 1988), Autor, Wirtschaftswissenschaftler, Unternehmensberater und Model
- Romeo (* 1988), Keyboarder in der Glam-Rock-Band Cinema Bizarre

### Persönlichkeiten, die vor Ort gewirkt haben
- Alexander Graf von Hachenburg, geboren als Graf zu Sayn-Wittgenstein (* 1847, † 1940), Autor und Wiedererrichter des Friedewalder Schlosses
- Johann Daniel Müller (* 1716, † nicht vor 1786 vermutlich in Riga), Hofmusikus, Kantor und Schuldiener in Hachenburg, Konzertdirektor in Frankfurt am Main im Umkreis des jungen Goethe, radikalpietistischer „Prophet“ und Religionsstifter
- Emil Ludwig Philipp Schröder (1764–1835), evangelischer Geistlicher und Jugendschriftsteller
- Hermann Josef Roth (* 1938), Mitbegründer des Landschaftsmuseums Westerwald, Autor
- Wilfried Seide (1925–2012), Bürgermeister von 1965 bis 1973